# Ivo Lesić
Ivo Lesić (Beograd, 21. rujna 1955.), hrvatski skladatelj, izvršni i glazbeni producent, tekstopisac, glazbeni aranžer zabavne glazbe i kazališnih lutkarskih komada, vokalni solist, redatelj kazališta lutaka.

## Životopis
Rodio se je u Beogradu 1955. godine. U Splitu završio srednju glazbenu školu. Diplomirao na smjeru inženjera elektronike. Zaposlio se je u Splitu gdje je bio tonski majstor u Hrvatskom narodnom kazalištu. Radio je i u Šibeniku na Radio Šibeniku kao šef tehnike.
Od 1974. se bavi skladanjem. Pjesme su mu izvedene na raznim festivalima (Splitski festival, Zagrebački festival, Festival Od srca srcu i dr.). Godine 1980. objavio je singlicu Ona voli disko klub. i 1981. singlicu Karijera.
Od 1982. je vodio grupu Stil čiji je bio vokalni solist sve do 1985. godine.  Objavili su albume Putovanje Ali, ali, Nikada nije kasno Stil je bio blizak mjesnim prethodnicima Metku i Magazinu, no nije postigla veći uspjeh te se Lesić posvetio skladanju. U Stilu je svirao sa Zvonimirom Stipičićem i Željkom Maretićem, radijskim komičarima, autorima poznatih reklama na Radio Splitu.
Novi sastav oformio nakon više od desetljeća, VIS Pacijenti u kojem je bio vokalni solist, skladatelj i producent i 2000. objavio album u izdanju Orfej. Od pjesama s albuma snimljen je spot za pjesmu Uvijek nas zguze oni iz ćuze. Suvlasnik je puljske tvrtke koja organizira Festival zabavne glazbe Arena.
Producirao nosače zvukove mnogim uglednim hrvatskim pjevačima i sastavima zabavne glazbe (Meri Cetinić, Metak (glazbeni sastav), Bonaca iz Šibenika, Mišo Kovač, Elio Pisak, Duško Lokin i Dolores...), a Lesićeve stihove, glazbu ili aranžman pjesama izvodili su Mišo Kovač, Novi fosili, Tomislav Ivčić, Đurđica Barlović, Milo Hrnić, Tereza Kesovija, Zdravko Škender, Miro Ungar, Oto Pestner, Zorica Kondža, Maja Blagdan, Tedi Spalato, Toni Cetinski, Nikolina, Duško Mucalo, Alen Nižetić, Elio Pisak, Sergio Pavat, Željko Pavičić, Duško Kuliš, Helena Blagne, Miki Jevremović, Jadranka Stojaković i dr.), suproducirao zajednički CD Novih fosila i Srebrnih krila itd.
Umjetnički ravnatelj Arene - puljskog Festivala zabavne glazbe, festivala Hrvatski festival zabavne glazbe Melodije Mostara, Radijskog festivala u Širokom Brijegu. Na Melodijama Mostar bio u stručnom ocjenjivačkom sudu i izvršni producent.
Angažirao se i u kazalištu. Napisao glazbu za predstavu HNK iz Splita i Kazalište lutaka Split. Osnovao je 2008. godine umjetničku organizaciju Produkciju Z čiji je voditelj. Produkcija izvodi interaktivne lutkarske mjuzikle za djecu diljem Hrvatske. Predstave su zabilježene na CD-ima. Prema DZS-u, ta je kazališna kuća kazalište s najvećim brojem predstava od svih kazališta u Hrvatskoj.
15. travnja 2016. Croatia Records objavila je dvostruki album Gold Collection.

## Diskografija

### Samostalno
- 1980.: Ona voli disko klub
- 1981.: Karijera

### Stil
- 1982.: Putovanje
- 1983.: Ali, ali
- 1984.: Nikada nije kasno

### VIS Pacijenti
- 2000.: Na zapad[12]

## Nagrade i priznanja
Dobio je brojne nagrade na hrvatskim festivalima zabavne glazbe. Croatia Records dodijelila mu je certifikat Zlatna ptica za mnogobrojne prodane CD-e.

## Vanjske poveznice
- Ivo Lesić, CMC
- ProdukcijaZ  Arhivirana inačica izvorne stranice od 23. travnja 2017. (Wayback Machine)
- ProdukcijaZ na Facebooku